# Chiesa di San Donato al Cistio
La chiesa di San Donato al Cistio si trova nel comune di Vicchio.

## Storia e descrizione
L’abitato del Cistio sorge in zona collinare, con la sua chiesa rivolta a ponente domina l’ampio panorama del Mugello.
La chiesa di san Donato al Cistio è citata in un documento del 1298 ed è stata più volte rimaneggiata nel tempo. Infatti, la struttura originaria è stata alterata come testimoniano le tracce ancora oggi visibili di strutture antiche lasciate a vista, principalmente bozze di pietra in facciata. 

Il sagrato della chiesa offre una straordinaria vista sul Mugello ed è protetto da una piccola loggia sostenuta da tre snelle colonne ottagonali in pietra. 

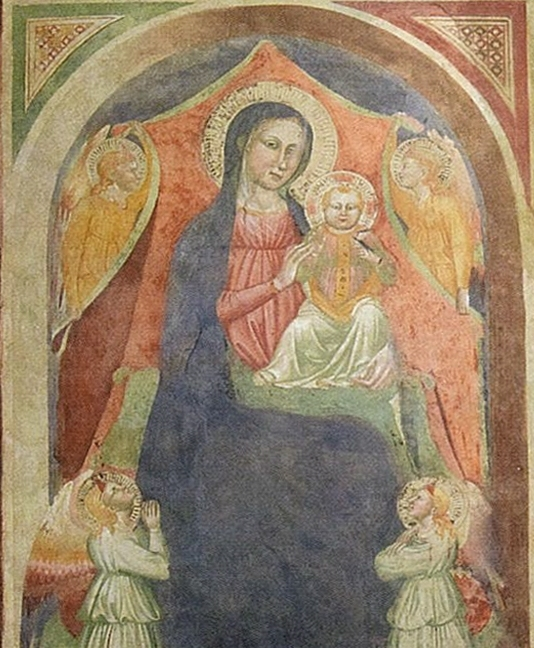
Madonna delle Grazie, Chiesa di San Donato al Cistio

All’interno si accede attraverso un grande portale in pietra recante lo stemma gentilizio che ritroviamo anche sulla porta che accede alla canonica, consistente in due mazze incrociate con una falce di luna sopra e una stella sotto. 
L’interno della chiesa è lineare, sobrio con copertura a capanna e custodisce alcuni dipinti del XVIII-XIX secolo provenienti dalla chiesa di San Martino a Scopeto oltre alla trecentesca “Maestà” di scuola giottesca, conosciuta come Madonna delle Grazie.
Quest’ultima è stata arricchita ai primi del Novecento da una cornice geometrica dall’artista decoratore Dino Chini.  Nel 1921 realizzò sempre per la stessa chiesa anche il disegno del campanile.
Maria è avvolta in un pesante mantello blu scuro, colore del cielo e tiene sulle ginocchia il Bambino vestito di una tunica sapientemente delineata nelle pieghe, mentre con la mano sinistra regge un cardellino simbolo della sua futura Passione.
L’anonimo artista che ha dipinto la Madonna col Bambino fu sicuramente vicino all’esperienza giottesca, forse vicino all’anonimo denominato “Maestro di Santa Verdiana”, attivo alla fine del XIV secolo, nell’ambito della bottega di Agnolo Gaddi, poiché dimostra di aver recepito le conoscenze dell’opera di Giotto, proponendoci una realtà con immagini intense e coinvolgenti, di grande efficacia espressiva, chiare e comprensibili. 
Una vecchia cappella con un portone in legno finemente lavorato si trova sulla destra della chiesa, al suo interno sono delle decorazioni chiniane, mentre il campanile di base quadrata è intonacato e presenta un’ampia cella campanaria.